# Front Line Defenders
Front Line Defenders или The International Foundation for the Protection of Human Rights Defenders (Международный	фонд защиты правозащитников) — ирландская правозащитная организация, основанная в Дублине, Ирландия в 2001 году для поддержки тех, кто ненасильственно защищает права человека других лиц, как указано во Всеобщей декларации прав человека.

## История
Организация была основана Мэри Лоулор, бывшим директором ирландского отделения Amnesty International, на пожертвования в 3 миллиона долларов США от бизнесмена и филантропа Дэниса О’Брайена. Front Line Defenders имеет специальный консультативный статус при Экономическом и Социальном Совете ООН и статус наблюдателя при Африканской комиссии по правам человека и народов. Фонду были присуждены Премия международного развития короля Бодуэна в 2007 году и Премия ООН в области прав человека в 2018 году.
Front Line Defenders дает гранты реципиентам по всему миру на практические охранные нужды, тренинговые и образовательные материалы, шелтеры, возможность создания связей, юридическую помощь в защите своих прав от правительств, круглосуточную телефонную линию экстренной помощи на нескольких языках. В особых обстоятельствах эта организация может помочь с перемещением правозащитников в более безопасные места, покрыть по возможности их расходы на это.

## Премия Front Line Defenders для правозащитников, находящихся под угрозой
Премия была создана в 2005 году. Премия присуждается тем, кто при большом личном риске вносит уникальный вклад в защиту прав своих сообществ. Ею награждается человек или движение раз в год.
Согласно сайту организации, лауреатами премии с года её основания являются следующие люди и движения:
- 2005 — Мудави Ибрагим Адам Мудави Ибрагим Адам, Судан
- 2006 — Ахмаджан Мадмаров, Узбекистан
- 2007 — Жижи Катана, Демократическая Республика Конго
- 2008 — Анвар аль-Банни, Сирия
- 2009 — Юрий Мелини, Гватемала
- 2010 — Сорайя Рахим Собранг, Афганистан
- 2011 — Комитет против пыток, Российская Федерация
- 2012 — Разан Газзави, Сирия
- 2013 — Бирам Ульд Дах Ульд Абейд, Мавритания
- 2014 — SAWERA — Общество экспертизы и расширения прав женщин в сельских районах, Пакистан
- 2015 — Го Фэйсюн (псевдоним Ян Маодун), Китай
- 2016 — Ана Мириан Ромеро, Гондурас
- 2017 — Эмиль Курбединов, Крым
- 2018 — Нуркан Байсал, Турция